# Wernstein am Inn
Wernstein am Inn es una localidad austriaca perteneciente al distrito de Schärding en la Alta Austria, Austria.
- Datos: Q666870
- Multimedia: Wernstein am Inn / Q666870

1. ↑  Worldpostalcodes.org, código postal n.º 4783.